# Psidium jakuscianum
Psidium jakuscianum är en myrtenväxtart som beskrevs av Attila L. Borhidi. Psidium jakuscianum ingår i släktet Psidium och familjen myrtenväxter. Inga underarter finns listade i Catalogue of Life.